# Giuseppe Manente
Giuseppe Manente (Morcone del Sannio, 13 februari 1867 – Rome, 18 mei 1941) was een Italiaans componist, dirigent en trompettist.

## Levensloop
Manente kreeg zijn eerste muziekonderwijs van zijn vader Liborio Manente, zelfs dirigent van de Banda civica di Sorrento en van de Banda musicale di Guglionesi. Een bepaalde tijd werkte hij als trompettist mee in de Banda musicale di Guglionesi. Vervolgens studeerde hij bij Domenico Gatti (trompet), bij G. Guarro en Camillo De Nardis (harmonie, contrapunt en compositie) aan het Conservatorio di San Pietro a Majella di Napoli in Napels. Hij studeerde ook aan het Real Conservatorio Superior de Música de Madrid bij Emilio Serrano en later aan de Accademia Nazionale di Santa Cecilia in Rome bij Cesare De Santis.
In 1889 won hij de wedstrijd ter benoeming van een nieuwe dirigent voor de Militaire muziekkapel van het 60e Infanterie Regiment in Novara. Met zijn muziekkapel naam hij deel aan de concerten tijdens de Nationale Expositie in 1900 in Turijn. In 1902 dirigeerde hij het orkest van het Koninklijk Paleis in Turijn in een concert met eigen werken in aanwezigheid van de Koning Victor Emanuel III van Italië en de koninklijke familie. In 1905 schakelde hij over als dirigent naar de muziekkapel van het 3e Regiment Infanterie in Pistoia. Verder dirigeerde hij ook de muziekkapel van het 43e Infanterie Regiment.
Op verzoek van het Ministerie van Landsverdediging componeert hij in 1910 de "Framenti Musicali per uso della ginnastica dei reggimenti di fanteria di linea".
Op verzoek van hetzelfde Ministerie werd hij in 1911 benoemd tot dirigent van de muziekkapel van het 2e Regiment Grenadiers in Rome. Met dit orkest verzorgde hij op besluit van het ministerie van Landsverdediging in 1918 een serie concerten in New York, waaronder een groot concert in het park van Brooklyn. In hetzelfde jaar verzorgde hij met dit militair orkest concerten in Parijs, Londen en Brussel en nam deel aan de viering van de overwinning. Van 1921 tot 1924 werd hij dirigent bij de muziekkapel van de garde van koning Foead I van Egypte. In 1924 won hij de wedstrijd ter benoeming van de dirigent voor de nieuw gevormde muziekkapel van de "Guardia di Finanza" in Rome. Voor dit harmonieorkest, dat op 25 april 1925 op de Piazza Colonna in Rome debuteerde, componeerde hij de Inno dei Finanzieri. Kort voordat hij met pensioen ging, verzorgde hij op 12 juni 1931 met dit harmonieorkest een concert in Guglionesi. In februari 1932 ging hij met pensioen.
Naast zijn werkzaamheden als dirigent van het professionele harmonieorkest van de "Guardia di Finanza" was hij ook dirigent van verschillende civiele harmonieorkesten, zoals in Lucca, Pescia en in Montecatini Terme. Hij was artistiek adviseur van de muziekwinkel A. Lapini in Florence en recensent bij verschillende muziekbladen, bijvoorbeeld Il Plettro in Milaan, Vita Mandolinistica in Bologna en L'Estudiantina in Parijs.
Als arrangeur en componist publiceerde hij meer dan 800 uitgaven voor banda's (harmonieorkesten). Tot zijn oeuvre behoren ook de opera Alla Regata en de operette Il Paradiso dei Cigni (Het paradijs van de zwanen),  kamer- en vocale muziek en een honderdtal werken voor verschillende groepen van tokkelinstrumenten en liederen voor zangstem en mandoline. Zijn composities voor mandoline zijn alom bekend in Japan. Hij stierf in Rome op 18 mei 1941 en werd naast zijn vrouw Ida Visdomini op het kerkhof van Guglionesi begraven. In Guglionesi is een straat naar hem vernoemd, de Via Giuseppe Manente.

## Composities

### Werken voor orkest
- 1930 Alla regata, ouverture tot de opera voor kamerorkest
- 1930 Al Rio dulce, tango nostalgico voor kamerorkest
- 1930 Campeggio dei balilla, scherzo marciabile voor kamerorkest

### Werken voor banda (harmonieorkest) of fanfara (fanfareorkest)
- 1895 Sempre vittorie!, mars - opgedragen aan Oreste Baratieri
- 1896 Antico e moderno, sinfonia
- 1896 Fior di nozze, huwelijksmars
- 1896 Il tesoro dell'avvenire, mars
- 1896 Sincero augurio, huwelijksmars
- 1897 Intermezzo sinfonico - opgedragen aan generaal Felice Sismondi
- 1898 Marcia trionfale
- 1899 Alla rivista, mars
- 1899 Gina, polka
- 1899 L'Esposizione di Torino 1898, mars
- 1899 La promozione, mars
- 1899 Méditation religieuse
- 1899 My Baby, mazurka
- 1899 Ultimo giro, wals
- 1902 Ida, polka
- 1903 Arcola, mars
- 1903 Bagni di Lucca, mars, op. 70 - opgedragen aan Francesco Checcacci voorzitter van de "Società Filarmonica della Villa"
- 1903 La partenza da Spoleto, mars
- 1903 Siena, mars voor harmonieorkest, fanfareorkest en tamboeren
- 1904 Pistoia, mars
- 1905 Piccina mia, polka
- 1905 Senza confini, ouverture
- 1906 Fiore esotico, wals
- 1906 Torniamo all'antico, fantasie voor klarinet en harmonieorkest
- 1907 Brigata Abruzzi, mars
- 1907 Festa di nozze, fantasie in 3 delen - opgedragen aan Gaetano Luporini, directeur van het muziekinstituut "Pacini" in Lucca
- 1907 Nuit de Noël, karakterstuk
- 1907 Primavera, mazurka
- 1907 Vaghe pastorelle, mazurka
- 1908 Pace eterna, treurmars
- 1908 Souvenir, mazurka
- 1908 Verso il cielo, processiemars
- 1909 Linda, polka
- 1909 Sull'Arno, mazurka
- 1910 Framenti Musicali per uso della ginnastica dei reggimenti di fanteria di linea
- 1911 Reverence, gavotte, op. 105
- 1911 Sulla piana dell Melia, sinfonia, op. 123
- 1911 Buon principio!, mars, op. 126
- 1911 Lidia, polka, op. 127
- 1911 Ricreazione, mazurka, op. 128
- 1911 Sempre avanti, mars, op. 129
- 1911 Giovinezza, polka, op. 130
- 1911 Il lavoro, mazurka, op. 131
- 1911 L'Ombrone, wals, op. 132
- 1911 La ritirata, mars voor harmonieorkest, fanfareorkest en tamboeren, op. 133
- 1911 Gaiezza giovanile, polka, op. 134
- 1911 Feste natalizie, mazurka, op. 135
- 1911 Progresso, mars, op. 136
- 1911 Ricordo di Gavinana, wals, op. 137
- 1911 Ricordo di Cerbaia, polka, op. 138
- 1911 Santa Tecla, processiemars, op. 139
- 1911 Cara memoria, treurmars voor fanfareorkest, op. 140
- 1911 A distanza, mars, op. 141
- 1911 Etruria, piccola sinfonia, op. 142
- 1911 Tutti a Roma, galop voor fanfareorkest, op. 143
- 1911 Ricordi abruzzesi, marcia sinfonica, op. 144
- 1911 Danza originale, op. 145
- 1911 La Terza Italia, mars voor harmonieorkest, klaroenen en tamboeren, op. 150
- 1912 Rosa Mystica, processiemars, op. 166
- 1913 Ora d'angoscia, treurmars
- 1913 Sulla tomba di giosue' G. Carducci, treurmars
- 1913 Wally, mazurka
- 1914 Al Clitunno, wals
- 1914 Fausto evento, mars voor harmonieorkest, fanfareorkest en tamboeren
- 1914 Musicisti, polka
- 1914 Teano, mars
- 1914 Zingaresca, karakterstuk, op. 109
- 1915 Roma-Ostia, mars, op. 228

- 1915 Monfalcone (1915), mars, op. 336
- 1918 Capo Sile, mars, op. 339
- 1919 Fiume, mars, op. 340
- 1919 Bebè, polka
- 1922 Loubet a Roma, triomfmars
- 1923 Monte Cengio, mars
- 1923 Ramleh, polka
- 1924 Abukir, polka
- 1924 Fi-fi, foxtrot
- 1924 Frou frou, foxtrot
- 1924 Ghezire, polka
- 1924 Ismailia, wals
- 1924 Port Tewfich, One step
- 1924 Selo, mars, op. 338
- 1925 Domus Aurea, processiemars
- 1925 S. Chirico, mars
- 1925 Souvenir de Port-Said, wals, op. 348
- 1926 Ricordo di Cairo, Arabisch karakterstuk, op. 340
- 1926 Piccoli eroi, sinfonia
- 1927 Augusta, mars
- 1927 Principe di Piemonte, mars. op. 360
- 1927 Rinascita, mars, op. 374
- 1927 L'Avvento, marcia sinfonica, op. 384
- 1928 Arte e industria, mars
- 1928 Il Bersagliere, mars voor fanfareorkest
- 1928 Il fantaccino, mars voor fanfareorkest
- 1928 Fiori e amor, wals
- 1928 Il Granatiere, mars voor fanfareorkest
- 1928 In memoria di Giacomo Puccini, treurmars
- 1928 La Catalana, tango
- 1928 La Vivandiera, mars voor fanfareorkest
- 1928 Luisa, mars voor fanfareorkest
- 1928 Marcia del 58 reggimento fanteria
- 1928 Sulla tomba della 1. regina d'Italia, treurmars, op. 351
- 1928 Scena zingaresca, karakterstuk
- 1928 Triste visione, treurmars, op. 353
- 1928 Ti segue il cor!, treurmars
- 1928 Trasporti trionfali, mars van het 58e Infanterie Regiment, op. 389
- 1928 Vita militare, mars voor fanfareorkest
- 1929 Al campo, scherzo marciabile
- 1929 Alla Casina delle rose, mazurka
- 1929 Brunico, mars
- 1929 Campeggio dei Balilla, scherzo marciabile
- 1929 Festa danzante, polka
- 1929 Il Duce, mars
- 1929 Inno del finanziere
- 1929 La marcia su Roma (VI Annuale), mars, op. 395
- 1929 Fiamme Gialle, mars, op. 397
- 1929 Fiori di campo, mazurka
- 1929 Latina tellus, marcia sinfonica
- 1930 Al passo, mars - opgedragen aan kapitein F. De Fabritiis
- 1930 Erue Domine, treurmars
- 1930 Imperiale Italica, marcia sinfonica, op. 400[1]
- 1930 La marcia di Ronchi, op. 404
- 1930 Fauste Nozze, triomfmars, op. 408
- 1930 Principessa Giovanna di Savoia, mars, op. 410
- 1930 Janua Coeli, processiemars
- 1930 Predazzo, mars
- 1930 Ricordo di Zara, mars
- 1931 Il Balilla, mars voor fanfareorkest
- 1931 Il premilitare, mars voor fanfareorkest
- 1931 La Milizia, mars voor fanfareorkest
- 1931 New York, grote sinfonische mars, op. 422
- 1932 L'allegra brigata, mars, op. 426
- 1932 L'avanguardista, mars voor fanfareorkest
- 1932 Regia Accademia di fanteria e cavalleria e scuola d'applicazione di fanteria, mars
- 1939 Il campo dux, mars
- 1939 Riva del Garda, mars
- 4 Novembre 1921, treurmars
- A Tripoli, mars
- Abruzzo e Molise, mars, op. 329
- Ai soldati d'Italia, sinfonia
- Albania, mars
- Al campo, wals

- Alessandria d'Egitto, marciabile
- Alla memoria di Giuseppe Verdi, treurmars
- Bagni di Casciana, mars, op. 392
- Brigata Alessandria, mars
- Caffé concerto, mars
- Carlotta, polka
- Caro ricordo, mazurka
- Cuor gentile, mazurka
- Da Genova a Reggio Calabria, polka, op. 8
- Danza zingaresca
- Della Azzorre, marcia sinfonica, op. 315
- Desolazione, treurmars
- Dolcezza e rigore, mazurka
- Elegia, op. 320 - ter herinnering aan de gesneuvelde helden van de brigade der Grenadiers van Sardinië
- Fior di Maggio, polka
- Forte e gentile, marcia sinfonica
- Giselda, mazurka
- Granatiere di Sardegna, mars
- Grazietta, mars
- Il Finanziere, mars voor fanfareorkest
- Impressioni americane, mars, op. 310
- Incontro, mars
- L'aviatore, mars voor fanfareorkest
- L'Incoronazione di N.S. Ausiliatrice, processiemars - opgedragen aan Giuseppe Dogliani
- Les flaneurs, polka
- Lydia, polka
- Marcia dell'8° Reggimento Genio
- Maria, mazurka
- Marisetta sognando la bambola
- Mestizia, treurmars
- Mimosa, concertmazurka op. 417
- Miracolo eucaristico, processiemars
- Myriam, processiemars
- Onestà e lavoro, mars
- Ore d'ozio, wals
- La piccola banda, ouverture
- Pittsfield, mars
- Pontito, mars
- Regina Martyrum, processiemars
- Ricordi di Gavinana, wals
- Ricordo, mars - opgedragen aan Giovanni Cortese
- Ricordo di S. Terenzo, wals
- Rimembranze del Sannio, marci sinfonica, op. 321
- S. Rosalia, processiemars
- Savoia, mars
- Un Saluto, mars
- Sotto i lauri, intermezzo, op. 314
- Tose e putei, furlana
- Tramonto d'autuno, fantasie in 3 delen
- Turris Davidica, processiemars
- Tutti a Milano, galop
- Una gita a Torino, wals
- Una lagrima, treurmars
- Vagando, wals
- Vita musicale, intermezzo sinfonico, op. 122
- Voci e bisbigli, wals

### Missen en andere kerkmuziek
- Mis, voor solisten, gemengd koor en orgel

### Muziektheater

#### Opera
| Voltooid in | titel       | aktes  | première                      | libretto   |
| ----------- | ----------- | ------ | ----------------------------- | ---------- |
| 1906        | Alla Regata | 1 akte | 1906, Pistoia, Teatro Manzoni | Martinetti |

#### Operette
| Voltooid in | titel                                              | aktes       | première | libretto           |
| ----------- | -------------------------------------------------- | ----------- | -------- | ------------------ |
| 1939        | Il Paradiso dei Cigni (Het paradijs van de zwanen) | 3 bedrijven |          | Anton Menotti Buja |

### Kamermuziek
- 1931 Concert, voor klarinet en piano, op. 412

### Werken voor tokkelorkest
- 1907 Festa di Nozze, fantasie in 3 delen[2]
  1. Monimento di gioia nel popole
  2. In　Chiesa
  3. Festa in famiglia
- 1930 Al Rio dulce, tango nostalgico
- 1931 L'Album di Marisetta, gavotte, op. 423 - opgedragen aan de kleindochter Marisetta Manente[3]
- Antico e Moderno
- Bagni di Casciana
- Fauste Nozze
- Feste Natalizie
- New York
- Nuit de Noiel
- Ricordo di Cairo
- Ronda misteriosa
- Sulla Piana della Melia

### Werken voor mandoline(s) en andere instrumenten of zangstem
- 1913 Mimosa, voor twee mandolines, mandola en gitaar, op. 182
- 1914 Serenata ar Tevere, voor mandoline
- 1925 Argentea luce, voor mandoline en gitaar
- 1926 Rêverie de Poète, voor twee mandolines, mandola, mandoloncello en gitaar[4]
- 1927 Sotto i Lauri, voor twee mandolines, mandola, mandoloncello en gitaar
- 1931 Sogno d'Amore, intermezzo voor twee mandolines, mandola, mandoloncello en gitaar
- 1936 Rhode Island, voor twee mandolines, mandola en gitaar
- A Mon Astre, voor twee mandolines en gitaar
- Al Mandolinismo, voor twee mandolines en gitaar
- Amor che sogna, voor twee mandolines en gitaar
- Arte Mandolinistica, sinfonia in 2 delen voor twee mandolines, mandola en gitaar
- Buona Notte Mimi, voor twee mandolines, mandola, mandoloncello en gitaar
- Contemplazione, voor twee mandolines, mandola en gitaar[5]
- Danza Originale, voor twee mandolines, mandola, mandoloncello en gitaar
- Fior e Amor, voor twee mandolines en gitaar
- Five O'clock Tea, voor twee mandolines
- Flos Campi, voor twee mandolines, mandola en gitaar
- Il Viandante, voor mandoline en gitaar
- Linda, voor twee mandolines en gitaar
- Notte serena, voor mandoline en piano
- Omaggio al Plettro, voor twee mandolines en gitaar
- Pagina d'Album, voor twee mandolines, mandola, mandoloncello en gitaar
- Petite Berceuse, voor twee mandolines, mandola en gitaar
- Piccoli Eroi, voor twee mandolines, mandola en gitaar[6]
- Pistoia, voor mandoline en gitaar
- Primo Reggimento Radiotelegrafisti del Genio, Mars voor twee mandolines, mandola en gitaar, op. 428[7]
- Principe di Piemonte, voor twee mandolines, mandola, mandoloncello en gitaar
- Principessa Maria Pia di Savoia, voor twee mandolines, mandola en gitaar
- Ricordo di Porto Said, voor mandoline en gitaar
- Serenata mesta, voor mandoline en gitaar
- Serenata sul mare, voor twee mandolines, mandola en gitaar
- Tarantella, voor twee mandolines, mandola en gitaar
- Tempo di minuetto, voor mandoline en piano
- Tramonto d'autunno, voor twee mandolines, mandola en gitaar
- Wally, voor twee mandolines, mandola en gitaar

### Werken voor piano
- 1911 Bianca ninfea, mazurka, op. 157
- 1913 Amor che sogna, serenade, op. 181
- 1917 Quadruplice - marcia sui quattro inni delle nazioni alleate
- 1921 Buona notte, Mimì - ninna nanna, op. 322
- 1923 Principe Faronk, mars, op. 316
- 1929 Bagni di casciana
- 1930 Marcia d'ordinanza per il corpo della r. Guardia di Finanza
- 1931 Conte grande, mars, op. 420
- 1931 L'Album di Marisetta, drie kleine stukken
- 1931 Newport, mazurka
- 1933 Nella pineta di Castel fusano, intermezzo
- 1933 Principessa Maria Luisa di Bulgaria, Petite berceuse
- 1938 Maria, Beatrice, Cunegonda - Ninna-nanna
- 1938 Teddy, foxtrot, op. 444
- 1938 Nostalgia - romanza senza parole, op. 445
- Album

## Discografie
- Heritage of the March, Vol. 67: The Music of Manente and Skaggs, Label: Robert Hoe Collection, United States Navy Band - Commander Joseph Phillips, Director